# Prikeba Phipps
Prikeba Phipps; znana jako Keba Phipps (ur. 30 czerwca 1969 w Lakewood) – amerykańska siatkarka, reprezentantka kraju, atakująca.
Wicemistrzyni Świata z 2002 r.
Karierę sportową zakończyła w 2004 r.

## Sukcesy

### klubowe
- Mistrzostwo Włoch: (8)
  -  1992, 1993, 1994, 1995, 1996, 1997, 2000, 2002
- Puchar Włoch: (6)
  -  1992, 1993, 1994, 1995, 1996, 1997
- Liga Mistrzyń: (1)
  -  2001
- Puchar CEV: (1)
  -  1992

### reprezentacyjne
- Mistrzostwa Świata:
  -  2002
- Grand Prix:
  -  2003, 2004